# Троянова, Гертруда Михайловна
Гертруда Михайловна Троянова (2 июня 1926 — 4 декабря 2015 — советская и российская певица (сопрано), вокальный педагог, автор уникальной методики постановки голоса, профессор Международной Летней академии «Моцартеум» (Зальцбург, Австрия).

## Биография
Гертруда Михайловна Троянова родилась в городе Херсоне, на Украине. Отец был военнослужащим. Гертруда начала петь рано, с самого детства.
В войну была в эвакуации в городе Оренбурге. Работала на телеграфе — передавала погоду на аэродромы Оренбургской области. Также пела в госпиталях, аккомпанируя себе на аккордеоне.
В 1943 году семья вернулась в Москву. Троянова поступила учиться на музыкальные курсы при музыкальной школе на Русаковской улице к педагогу Шпольской Н. В.
После курсов была принята в музыкальное училище имени Ипполитова-Иванова. Приняли сразу на третий курс к педагогу Еноховичу Евгению Августовичу.
В 1948 году окончила училище. В том же году вышла замуж за музыканта Бориса Клейна и поступила в институт им. Гнесиных (класс педагога Франковской Н. П.).
Окончив институт, Гертруда Михайловна уехала в Одессу, там служил её муж — военный дирижёр. Она была принята в одесскую филармонию и проработала там до 1955 года.
1957 год — лауреат Всероссийского конкурса молодых исполнителей имени Пушкина (первая премия). В 1958 году на Всероссийском конкурсе имени С. Рахманинова она стала лауреатом, получив вторую премию.
Несмотря на победу на конкурсах и концертную деятельность, Гертруда Михайловна прекращает петь, так как обнаруживает серьёзные проблемы в технике пения (неровность регистров, нехватка дыхание и, как следствие, болезненное состояние голосового аппарата) и устраивается работать в статистическое управление.
Гертруда Михайловна попадает к вокальному педагогу Евгению Августовичу Кангеру. От него Гертруда Михайловна узнаёт, как овладеть своим собственным голосом. Он объяснил, что инструмент — это голосовые связки, и она взяла у Кангера 50 уроков, а далее, основываясь на полученных знаниях, создала собственную уникальную методику постановки голоса.
Первыми учениками Гертруды Михайловны стали Эмма Маслова и Раиса Киселёва.
1964—1970 гг. — солистка Камерного оркестра под управлением Льва Маркиза.
С 1970 года — солистка Московской филармонии, педагог-репетитор, консультант вокалистов-исполнителей.
1979 году к ней обратилась Ирина Юрушева (они вместе учились в институте им. Гнесиных). Ирина попросила позаниматься с её дочерью Еленой.
Елена Заремба училась тогда на 2 курсе института имени Гнесиных. Она несколько лет, занимаясь с Гертрудой Михайловной, осваивала новую методику. Процесс шёл с трудностями, ведь необходимо было осознать и почувствовать, что звук рождается в гортани, и отбросить все предыдущие представления о технике пения. Наконец, через два года голос выровнялся.
В 1986 году на конкурсе в Большой театр Елена пела арию Вани. Дирижёр Симонов Ю. И. попросил её спеть арию Вани на всех трёх турах. Елену приняли в стажёрскую группу театра. Через 3 года в театр пришел новый дирижёр Лазарев А. Н. и осуществил старую редакцию оперы. Елена Заремба получила роль Вани.
У Гертруды Михайловны Трояновой стали появляться ученики.
В 80-е годы ученица Трояновой, Светлана Качур, получает роль в музыкальном театре Н. И. Сац — партия Баттерфляй.
В 1990 году Марина Лапина получила I премию конкурса имени Глинки и прошла в Большой театр, а Евгений Капустин — в Геликон-оперу.
Ученица из Австрии, сделав видеозапись уроков Трояновой, предоставила материал в Международную Летнюю Академию Моцартеум города Зальцбурга.
В 1994 году Гертруда Михайловна поехала в Зальцбург. Пять лет вела мастер-класс. У неё образовался класс из 8 человек — австрийцы, немцы, поляки, корейцы. С каждым годом прибавлялись певцы из Швейцарии, Китая, и их количество доходило до 20 человек. В Академии Гертруда Михайловна получила звание доцента, а потом профессора.

## Ученики
Воспитанники школы Трояновой успешно выступают на лучших мировых оперных сценах, джазовых и эстрадных площадках. Их отличает красивый тембр, гармония всех регистров, яркость и полётность голоса в сочетании с объёмом и силой звука.
Среди учеников Гертруды Трояновой: Елена Заремба, Светлана Качур, Марина Лапина, Сергей Мурзаев, Валентина Кошубаева, Наталья Бурлина, Елена Долгих, Татьяна Куинджи, Александр Цилинко, Наталья Владимирская, Евгений Капустин, Любовь Молина, Жанна Смолего, Таис Урумидис, Евгения Королева, Анна Остальская, Дмитрий Никитин.

## События
В августе 2008 года, на радиостанции «Орфей» вышла программа «Оперный театр с Александром Водопьяновым» под названием «Профессия: педагог по вокалу».
Героиней этой программы стала лауреат Всесоюзных конкурсов, певица и преподаватель вокала, профессор Международной летней академии при «Моцартеуме» в Зальцбурге Гертруда Троянова. В программе Гертруда Троянова подробно излагает основы своей методики.
В 2007 году Троянова Гертруда Михайловна внесена в биографическую энциклопедию Who is Who известных личностей по различным странам.
В 2011 году создан официальный сайт
http://www.troyanova.su — в котором описана уникальная методика постановки голоса Трояновой Гертруды Михайловны.